# Bandera de Zumaya
La Bandera de Zumaya es una competición anual de remo, concretamente de traineras, que tiene lugar en Zumaya desde 1986.

## Palmarés
| Edición | Año  | Campeón        | Segundo        | Tercero        |
| ------- | ---- | -------------- | -------------- | -------------- |
| I       | 1986 | Zumaya         | San Juan       | San Pedro      |
| II      | 1987 | San Pedro      | Zumaya         | San Juan       |
| III     | 1988 | San Pedro      | Zumaya         | Ur-Kirolak     |
| IV      | 1989 | San Pedro      | Zumaya         | Fuenterrabía   |
| V       | 1990 | San Pedro      | Arraun Lagunak | San Juan       |
| VI      | 1991 | Arraun Lagunak | Koxtape        | Orio           |
| VII     | 1992 | Arraun Lagunak | San Pedro      | Fuenterrabía   |
| VIII    | 1993 | Fuenterrabía   | Arraun Lagunak | Orio           |
| IX      | 1994 | Santurce       | Raspas         | Illumbe        |
| X       | 1995 | Guetaria       | San Pedro      | Donibaneko     |
| XI      | 1996 | Zarauz         | Guetaria       | Fuenterrabía B |
| XII     | 1997 | --             | --             | --             |
| XIII    | 1998 | Orio           | --             | --             |
| XIV     | 1999 | San Pedro      | --             | --             |
| XV      | 2000 | Orio           | Koxtape        | Isuntza        |
| XVI     | 2001 | Orio           | --             | --             |
| XVII    | 2002 | Orio           | Koxtape        | Fuenterrabía   |
| XVIII   | 2003 | --             | --             | --             |
| XIX     | 2004 | --             | --             | --             |
| XX      | 2005 | Zumaya         | Zarauz         | Guetaria       |
| XXI     | 2006 | Orio           | Castro         | Fuenterrabía   |
| XXII    | 2007 | Zarauz         | Fuenterrabía   | Orio           |
| XXIII   | 2008 | Orio           | Urdaibai       | Zarauz         |
| XXIV*   | 2009 | --             | --             | --             |
| XXV     | 2010 | Urdaibai       | Orio           | Pedreña        |
| XXVI    | 2011 | Urdaibai       | Pedreña        | Koxtape        |
| XXVII   | 2012 | Kaiku          | Fuenterrabía   | San Pedro      |
| XXVIII  | 2013 | Kaiku          | Portugalete    | Astillero      |
| XXIX    | 2014 | Lekittarra     | Guetaria       | Zumaya         |
| XXX     | 2015 | Guetaria       | Ondárroa       | Lekittarra     |
| XXXI    | 2016 | Fuenterrabía   | Urdaibai       | Kaiku          |

- En la edición de 2009 las malas condiciones del mar obligaron a suspender la regata.

Con motivo de la participación de la trainera de Zumaya B en la Liga ARC se celebraron dos ediciones organizadas en Zumaya con el mismo nombre.
| Año  | Campeón     | Segundo     | Tercero        |
| ---- | ----------- | ----------- | -------------- |
| 2009 | Deusto      | Santoña     | Trintxerpe     |
| 2010 | Portugalete | Ondárroa    | Zumaya B       |
| 2014 | Zarauz      | Deusto      | Arcote         |
| 2015 | Castreña    | San Pedro B | Fuenterrabía B |
| 2016 | Oiartzun    | Zumaya B    | Donostiarra B  |